# General Electric J79

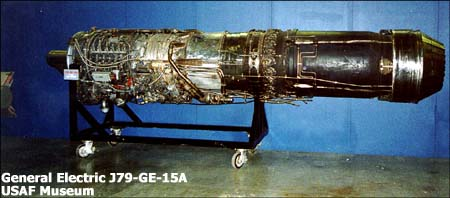
Авиационный двигатель General Electric J79

Двигатель J79 производства General Electric — турбореактивный двигатель с форсированной тягой, используемый для истребительной и бомбардировочной авиации.

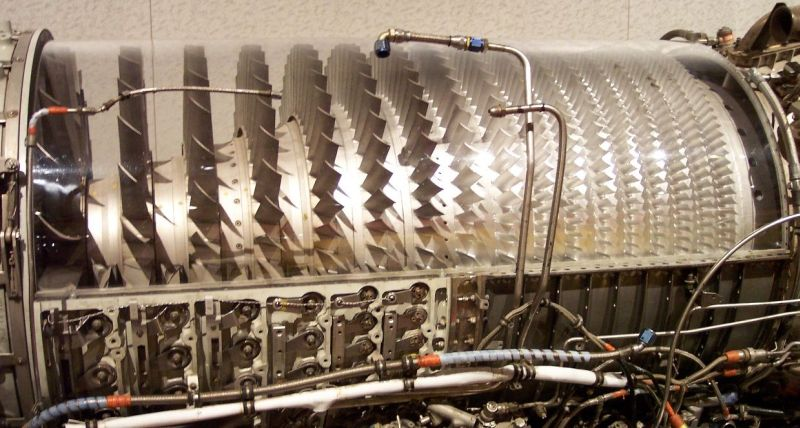
Компрессор двигателя

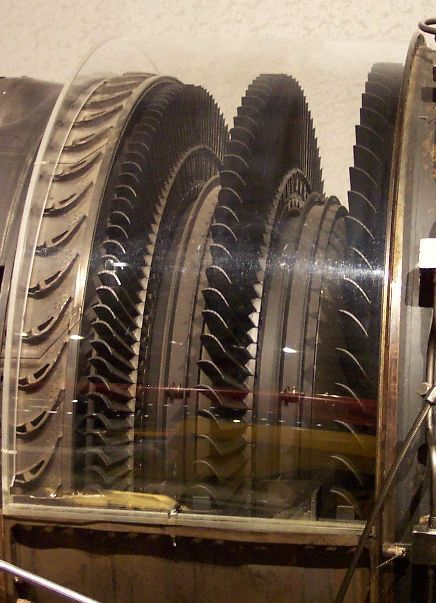
Турбина двигателя

## Краткая история двигателя
Двигатель J79 является одним из первых турбореактивных двигателей в США, конкурентоспособных с двигателями производства Великобритании, лидировавшей в этой области прежде.
Начало проектирования двигателя относится к 50-м годам XX века (проект General Electric вначале назывался J73-GE-X24A). Двигатель должен был обеспечить скорость до 2 скоростей звука.
J79 является одновальным газотурбинным двигателем с 17-ступенчатым компрессором с новым расположением лопаток статора, чтобы обеспечить такое же давление, как и в двухступенчатом компрессоре, но при значительном снижении веса. Лопатки компрессора сделаны из мартенситной нержавеющей стали.
Первое испытание двигателя во время полёта произошло в 1955. Двигатель был помещён на бомбардировщик B-45 «Торнадо», оснащённый двигателями General Electric J47. Двигатель J79 был размещён в бомбовом отсеке, а 4 штатных двигателя General Electric J47 были отключены. Полёт происходил на одном двигателе J79. Первый полёт после испытания произошёл 17 февраля 1956 на самолёте Локхид F-104 «Старфайтер». Двигатель зарекомендовал себя хорошо с точки зрения своей работы. Однако во время Вьетнамской войны был обнаружен и серьёзный недостаток — отчётливо видимый дымный выхлоп на некоторых режимах работы. Двигатель производился более 30 лет, было произведено 16950 двигателей — в США и по лицензии — в Израиле и Германии.
В настоящее время в эксплуатации находятся более 2500 двигателей. Использование двигателя предполагается до 2020 года.

## Самолёты, оснащённые двигателем J79
- F-104 «Старфайтер»
- B-58 «Хастлер»
- F-4 «Фантом» II
- A-5 «Виджилент»
- IAI «Кфир»
- F-16/79

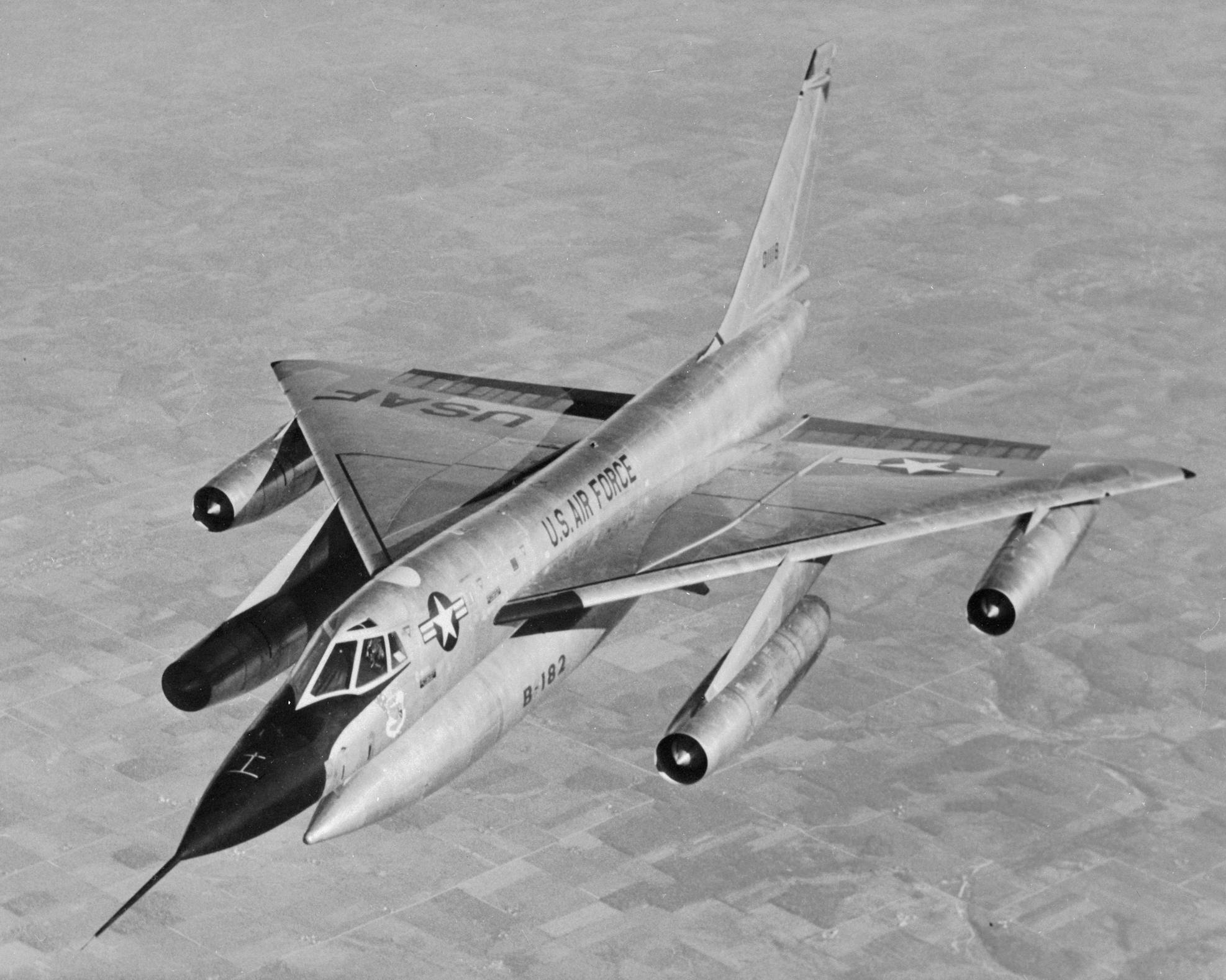
Бомбардировщик B-58 «Хастлер»
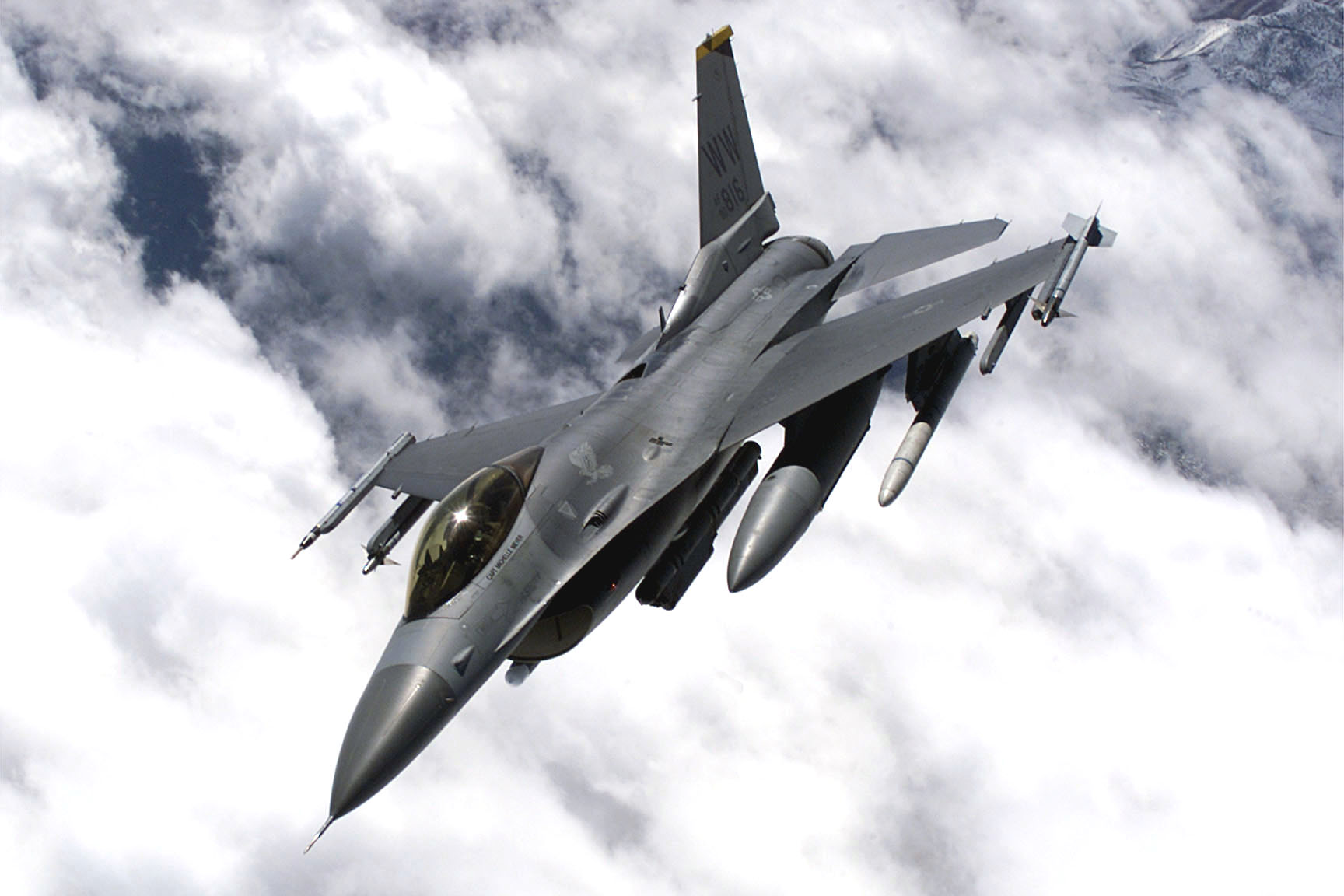
Истребитель F-16
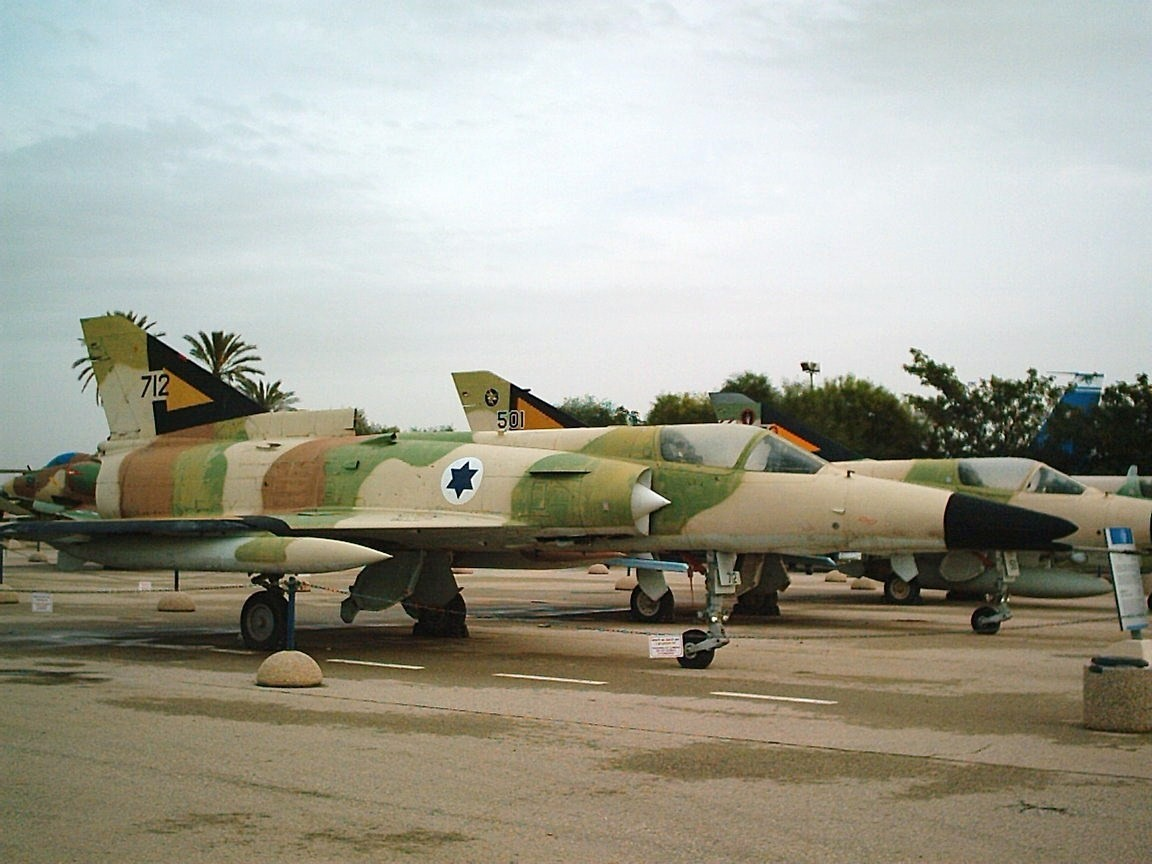
Истребитель "Кфир"

## Характеристики
- Тип: турбореактивный двигатель
- Длина: 5,3 м
- Диаметр: 0,993 м
- Сухая масса: 1750 кг
- Количество ступеней компрессора — 17
- Количество ступеней турбины — 3

## Эксплуатационные показатели
- Осевая нагрузка (тяга) — 52,9 кН, 79,3 кН — при форсаже
- Общее соотношение давления: 13,5:1
- Температура газа на выходе турбины: 655 °C
- Соотношение осевой силы к весу: 4,6:1
- Удельный расход топлива при форсаже — 1,965 (кг/ч)/кгс